# 2127 Tanya
2127 Tanya eller 1971 KB1 är en asteroid i huvudbältet som upptäcktes den 29 maj 1971 av den ryska astronomen Ljudmila Tjernych vid Krims astrofysiska observatorium på Krim. Den har fått sitt namn efter Tatiana Savitjeva.
Asteroiden har en diameter på ungefär 37 kilometer.